# St. Johannis (Göttingen)
Die St.-Johannis-Kirche in der Altstadt von Göttingen in Niedersachsen ist eine dreischiffige gotische Hallenkirche aus dem 14. Jahrhundert. Mit ihren weithin sichtbaren Türmen ist sie eines der Wahrzeichen der Stadt. Ihr Patron ist Johannes der Täufer.

## Geschichte

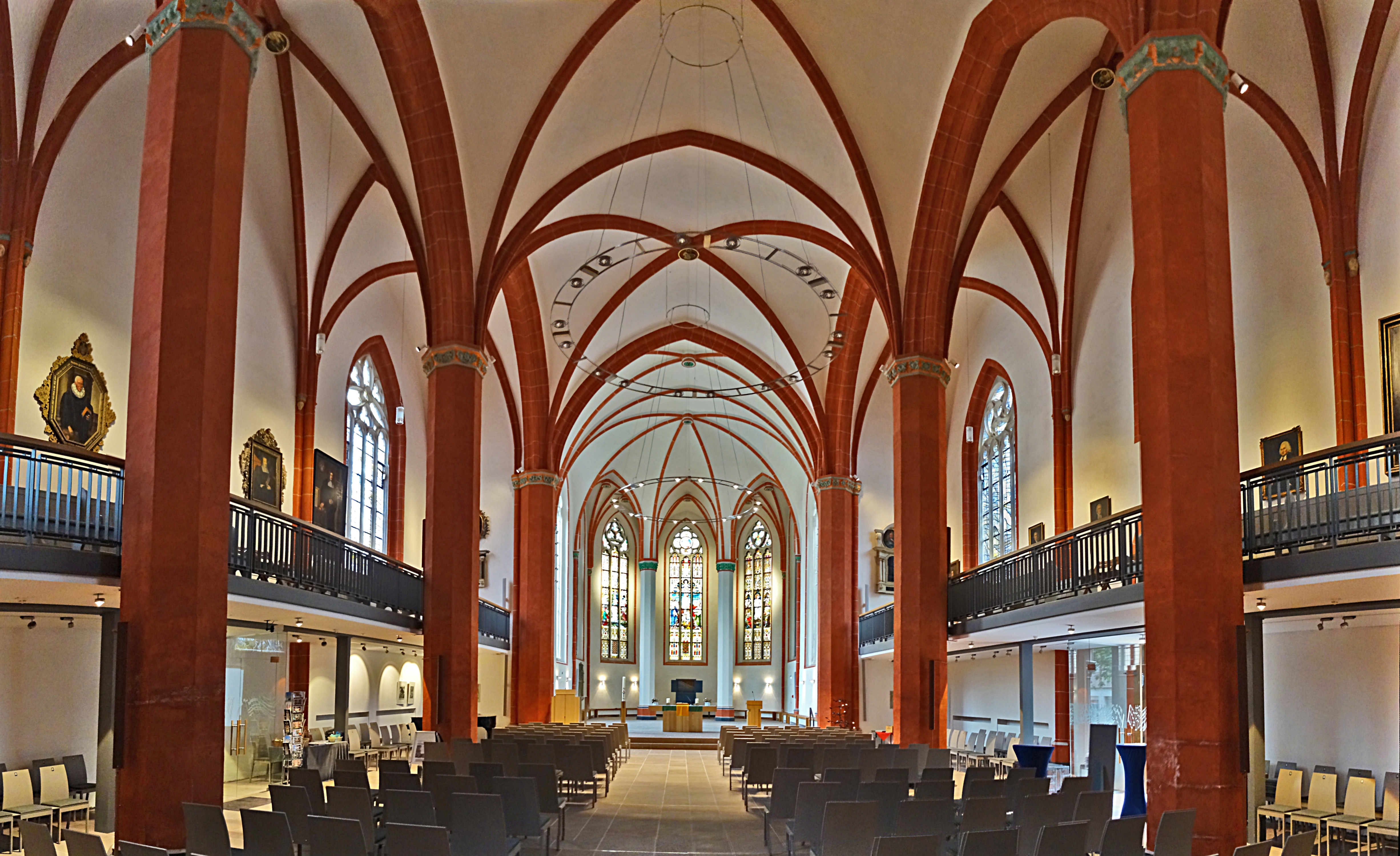
Innenansicht nach Osten (2023)

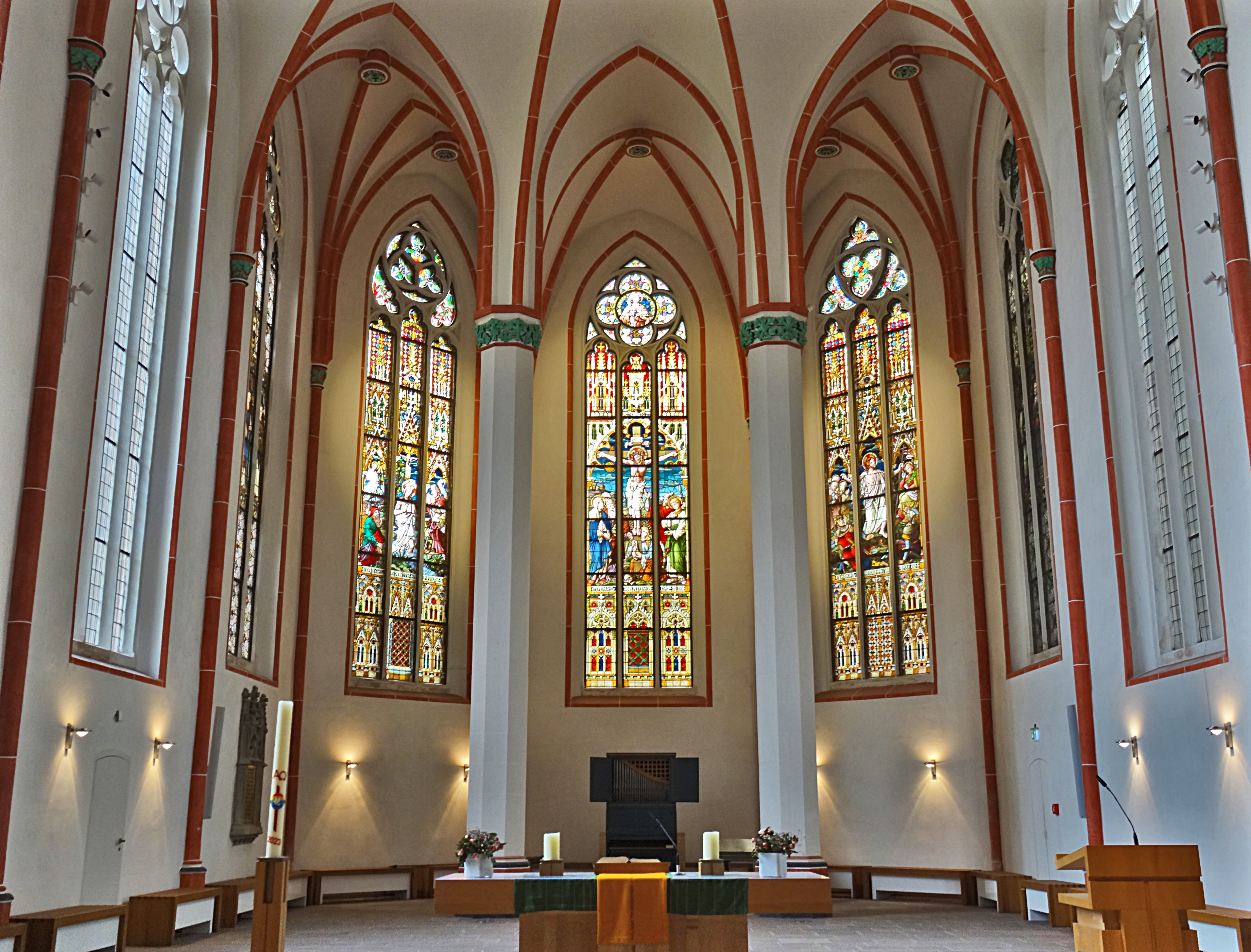
Chorraum und Altarbereich (2023)

An der Stelle der Kirche stand einst eine romanische Basilika, deren Fundamente 1927 teilweise freigelegt wurden. Sie wird erstmals 1272 urkundlich erwähnt. Von ihr hat sich als Einziges das Nordportal, ein Rundbogenportal mit Zisterzienser-Zackenbogen, erhalten. Es wurde in den gotischen Neubau integriert.  Die Westfassade ist unterhalb der Freigeschosse der Türme in frühgotischen Formen gestaltet.
Der älteste Teil der heutigen Kirche ist der in Kalkbruchsteinen gemauerte Turmunterbau.
- Romanisches Nordportal
- Früh- bis hochgotisches Westportal
- Spätgotisches Südportal

Gegen 1300 wurde der gotischen Chor mit Fünfachtelschluss begonnen, der ursprünglich höher war als heute. In der Folge wurden auch das Langhaus und die beiden Türme errichtet. Vorbild des Innenraums, der als Staffelhalle mit acht oktogonalen Pfeilern gestaltet wurde, war wohl die nahe Paulinerkirche.
Die Balken des Dachstuhls stammen aus dem Jahr 1348, sodass davon ausgegangen werden kann, dass das Langhaus zu diesem Zeitpunkt fertiggestellt war. Aus dem gleichen Jahr stammte auch eine alte Kirchenglocke, die im 1828 jedoch umgegossen wurde. Daher musste gegen Mitte des 14. Jahrhunderts der Bau der achteckigen Türme auf dem monumentalen Westbau bereits bis zur Glockenstube, die sich zwischen den Türmen befindet, vorangeschritten sein.
Vollendet wurden die Türme erst in der zweiten Hälfte des 14. Jahrhunderts. Sie wurden lange von der Stadt genutzt. So diente der 62 Meter hohe Nordturm als Wohnung für den Türmer, der 56,5 Meter hohe Südturm beherbergte die Stadtuhr mit Schlagglocke. Erst seit dem Ende des 20. Jahrhunderts werden die Türme von der Kirchengemeinde verwaltet. Zwischen den Türmen soll sich einst eine Brücke befunden haben, die jedoch bei einem Sturm zerstört wurde.
Der Kirchfriedhof befand sich ursprünglich direkt um die Kirche herum. Nach Einrichtung des Bartholomäusfriedhofs nördlich außerhalb der Altstadt im Jahre 1747 wurde dieser aufgegeben.
Im Jahr 1529 wurde St. Johannis evangelisch-lutherisch.
Nach 1544 wurden sämtliche mittelalterliche Ausstattungsstücke entfernt.
1636 kam ein Flügelaltar vom Mündener Maler Ludolph Büsinck in die Kirche, von dem die Mitteltafel erhalten blieb. Sie zeigt eine Kalvarienbergszene.
Eine Besonderheit in der Kirche sind die vielen Pastorenporträts, die alle in St. Johannis diensttuenden Pastoren von 1736 bis 1977 zeigen, unter anderem Theodor Berckelmann. In neuerer Zeit wurde diese Tradition aufgegeben.
An der Johanniskirche spielt die Kirchenmusik eine wichtige Rolle, durch die seit 1930 bestehende Stadtkantorei und die Ott-Orgel von 1954/60. Außerdem spielt jeden Samstag ab 11:00 Uhr ein ehrenamtlicher Kirchenmusiker bis zum Glockenschlag 11:15 Uhr auf einem Flügelhorn Choräle und andere Kirchenlieder.

## Umbauten und Restaurierungen 1791–1960
Ab 1791 gestaltete man die Kirche im Sinne des frühen Klassizismus komplett um. Alle Fenster wurden ihres Maßwerks beraubt, der Chor wurde zum Kirchenschiff hin zugemauert und auf seine heutige Höhe reduziert. Er diente von nun an als Sakristei. Die ursprüngliche, zweigeschossige Sakristei auf der Nordseite des Chores wurde abgetragen. Vor der Trennwand des Chores wurde ein hoher Kanzelaltar errichtet. Auch wurden zwei Emporen eingezogen. Die Bänke wurden, nach Westen hin ansteigend, neu angeordnet, denn Ziel war es, dass alle Gottesdienstbesucher den Prediger sehen konnten.
1895 beauftragte man Conrad Wilhelm Hase, die Kirche im Sinne der Neugotik zu restaurieren und somit den ursprünglichen Raumeindruck wiederherzustellen. Dabei wurden alle Umbauten des Klassizismus entfernt. Die Fenster erhielten neues Maßwerk. Von nun an gab es nur noch eine Empore, deren Brüstung hinter den Säulen lag, sodass diese wieder besser zur Geltung kamen. Die Bänke wurden wieder ebenerdig angeordnet. Ferner wurde eine Kanzel mit den Bildnissen der vier Evangelisten und hohem Schalldeckel an dem südwestlichen Chorpfeiler angebracht. Auch wurde der Chor wieder in den Kirchenraum integriert und neu eingewölbt, aber nicht wieder auf die ursprüngliche Höhe gebracht. Da er auch weiterhin als Sakristei dienen sollte, wurden die zwei am Ostabschluss stehenden Säulen eingefügt. Hinter ihnen trennte eine mit Blendmaßwerk verzierte hölzerne Wand die Sakristei vom Chorraum ab. Diese Einbauten waren so hoch, dass die Apsisfenster nicht verdeckt wurden. Zwischen den Säulen fand der neue Altar seinen Platz. Den Aufsatz zierten ein heute noch erhaltenes Kruzifix und vier Reliefs von Protagonisten des Alten Testaments. Zudem erhielt der Raum eine reiche Ausmalung.
Bei einer Renovierung in den 1930er-Jahren wurde die hölzerne Sakristeiwand durch einen Vorhang ersetzt und der Kirchenraum erhielt eine schlichtere Ausmalung.
Bei einem Luftangriff auf Göttingen wurde die Kirche am 24. November 1944 durch die Druckwelle einer in der nahen Paulinerkirche eingeschlagenen Luftmine beschädigt. So wurde unter anderem das gesamte Dach abgedeckt.
Bei einer weiteren Renovierung in den 1960er-Jahren wurden die Reste der qualitätvollen neugotischen Ausstattung entfernt und durch eine moderne ersetzt. Die neue Empore orientierte sich an der Höhe ihrer Vorgängerin.

## Turmbrand 2005
Der historische Helm des Nordturms wurde am 23. Januar 2005 durch einen Brand zerstört, dadurch entstand ein Schaden von 3,2 Millionen Euro. Durch Löschwasser wurde auch das Kirchenschiff beschädigt. Zunächst drohte die Turmspitze einzustürzen; die etwa 500 Kilogramm schwere Kupferkugel, auch Dokumentenkapsel genannt, die an der Spitze des Turms angebracht war, musste deshalb entfernt werden. Mit Spezialkränen wurden die gefährlichen Teile und die verkohlten Balken noch am Brandtag bis spät in den Abend abgehoben und am Boden demontiert.
Bereits einen Tag nach dem Brand nahm die Polizei zwei mutmaßliche Brandstifter fest, Jugendliche im Alter von 19 und 15 Jahren, die ein Geständnis ablegten. Ein Motiv konnte allerdings nicht ermittelt werden. Die Jugendlichen waren über ein Baugerüst in den Turm gelangt: Die Kirche war seit Längerem aufwendig renoviert worden, die Renovierungsarbeiten standen bei Ausbruch des Brandes kurz vor der Fertigstellung. 
Die Wiederaufbauarbeiten wurden im Februar 2006 abgeschlossen. Die ehemalige Türmerwohnung wird seither als Kapelle genutzt. 
Die Brandkatastrophe geschah während laufender Restaurierungsarbeiten an der Kirche. Diese wurden bis 2007 mit einer Instandsetzung des erhaltenen gotischen Dachwerks auf dem Kirchenschiff abgeschlossen.

## Umnutzung und Neugestaltung 2014–2021
2014 wurde im Rahmen einer groß angelegten Umnutzung zu einer „Bürgerkirche“ mit einer erneuten Umgestaltung des Kirchenraumes begonnen, die 2021 abgeschlossen wurde. Dabei sollte der Kirchenraum heller und freundlicher erscheinen und der Parkettfußboden durch Sandsteinplatten ersetzt werden. Die Bänke im Hauptschiff sollten einer Bestuhlung weichen. Im Zuge dieser Renovierung erhielt die Kirche 2017 ein Fenster des Glaskünstlers Günter Grohs, welches sich über dem romanischen Nordportal befindet. Auch die weiteren Fenster des Kirchenschiffs wurden von Grohs neu gestaltet. Darüber hinaus möchte die Kirchengemeinde ihr Gotteshaus auch für profane Veranstaltungen, wie Theateraufführungen, Jahresempfänge und Buffets öffnen. Daher sollten die neuen Ausstattungsstücke möglichst mobil gestaltet werden, um sie für solche Veranstaltungen wegräumen zu können. Im Februar 2018 wurden die neuen geschaffenen und von dem Leipziger Künstlerduo Zink & Gensichen entworfenen Prinzipalien (Altar mit Taufschaleneinsatz, Kanzel, Ambo, Osterleuchter, Altarleuchter sowie Antependien in den liturgischen Farben grün, violett, weiß und rot) eingeweiht. Hinzu soll eine Installation aus Metallrohren kommen, die auf das zentrale Chorfenster, das eine historistische Kreuzigungsgruppe zeigt, deuten soll. Ein ursprünglich geplanter Glaskubus, mit dem das Südportal überbaut werden sollte, wurde im Verlauf der Sanierung aus finanziellen Gründen und wegen Einwänden der Denkmalpflege aus den Planungen gestrichen.
St. Johannis wurde am ersten Adventswochenende 2021 nach drei Jahren Sanierung  wiedereröffnet. Am Sonnabend gab es um 14 Uhr einen Festgottesdienst mit der Regionalbischöfin und am Abend um 18 Uhr folgte noch ein Kirchenkonzert mit Motetten.

## Türmerwohnung
Die ehemalige Türmerwohnung im Nordturm der Kirche war bis 2001 eine überregionale Attraktion. Sie gehörte neben Bismarckhäuschen, Karzer, alten Studentenkneipen u. a. zu den Sehenswürdigkeiten der Universitätsstadt Göttingen. Sie war die höchste Studentenbude Deutschlands.
Im nördlichen höheren Turm wohnten über 500 Jahre lang die Stadtwächter (Türmer) in einer 238 Stufen hoch liegenden kleinen Wohnung. Diese hatten vom Turm Sichtkontakt mit einem Teil der 20 Außenwarten in der Umgebung und konnten so die Stadtbevölkerung vor anrückenden Feinden frühzeitig warnen. Der Hornruf ertönte auch, wenn sie irgendwo in der Stadt ein Feuer gesichtet hatten (Türmerfernrohr und -trompete kann man heute im Städtischen Museum besichtigen). Als der letzte Türmer Franz Kerl 1921 starb, wurden Angehörige der Deutsch-Akademischen Gilde die ersten studentischen Bewohner der alten Türmerwohnung. Bis zu den Sanierungsarbeiten 2001 wohnten dort, unterbrochen von 1937 bis 1946, bis zu fünf Studenten. Einer von ihnen war der Schriftsteller und spätere Märchenforscher Walter Scherf, der nach dem Krieg in der Türmerwohnung lebte. Die Wohnung war mietfrei unter der Bedingung, jeden Samstag für zwei Stunden Besucher auf dem Turm zu empfangen. Als sich abzeichnete, dass die Sanierung des Turmes ein fast vollständiges Austauschen der Tragbalken der Türmerwohnung erforderte, mussten die Bewohner ausziehen. Eine erneute Vermietung nach Ende der Sanierung war wegen der fehlenden Rettungswege, die von der Bauordnung vorgeschrieben wurden, nicht mehr möglich. Nach Auskunft der letzten Bewohner traten während der Sanierungsarbeiten zahlreiche Schnitzereien des letzten Türmers Franz Kerl zutage, die er bei einer Sanierung des Turms 1906 an versteckten Stellen in die Eichenbalken geritzt hatte.

## Orgel
Die Hauptorgel der St. Johanniskirche wurde in den Jahren 1954 bis 1960 durch Paul Ott (Göttingen) erbaut. Sie wurde in den Jahren 1999 bis 2000 durch Rudolf Janke renoviert und erweitert. Das vier Manuale und Pedal umfassende Instrument hat vollmechanische Spiel- und Registertrakturen und verfügt über keine Spielhilfen.
| I Rückpositiv C–f3 |                 |       |
| 1.                 | Gedackt         | 8′    |
| 2.                 | Quintadena      | 8′    |
| 3.                 | Prinzipal       | 4′    |
| 4.                 | Gemshorn        | 4′    |
| 5.                 | Octave          | 2′    |
| 6.                 | Sesquialtera II | 2 ⁄3′ |
| 7.                 | Nasat           | 1 ⁄3′ |
| 8.                 | Scharf IV–VI    |       |
| 9.                 | Dulzian         | 16′   |
| 10.                | Krummhorn       | 8′    |
|                    | Tremulant       |       |

| II Hauptwerk C–f3 |                  |       |   |
| 11.               | Quintade         | 16′   |   |
| 12.               | Principal        | 8′    |   |
| 13.               | Hohlflöte        | 8′    |   |
| 14.               | Octave           | 4′    |   |
| 15.               | Gemshorn         | 4′    |   |
| 16.               | Quinte           | 2 ⁄3′ |   |
| 17.               | Sesquialtera III |       | J |
| 18.               | Octave           | 2′    |   |
| 19.               | Gemshorn         | 2′    |   |
| 20.               | Mixtur VI–VIII   |       |   |
| 21.               | Terzzimbel III   |       |   |
| 22.               | Trompete         | 16′   |   |
| 23.               | Trompete         | 8′    |   |

| III Oberwerk C–f3 |               |       |   |
| 24.               | Holzflöte     | 8′    |   |
| 25.               | Salicional    | 8′    | J |
| 26.               | Principal     | 4′    |   |
| 27.               | Rohrflöte     | 4′    |   |
| 28.               | Nasat         | 2 ⁄3′ |   |
| 29.               | Spillflöte    | 2′    |   |
| 30.               | Octave        | 1′    |   |
| 31.               | Terzian II    |       |   |
| 32.               | Scharf III–IV |       |   |
| 33.               | Vox humana    | 8′    |   |
| 34.               | Trompete      | 4′    |   |
|                   | Tremulant     |       |   |

| IV Unterwerk C–f3 |               |        |   |
| 35.               | Bordun        | 16′    | J |
| 36.               | Holzprincipal | 8′     | J |
| 37.               | Musizierged.  | 8′     |   |
| 38.               | Gambe         | 8′     | J |
| 39.               | Unda maris    | 8′     | J |
| 40.               | Octave        | 4′     | J |
| 41.               | Blockflöte    | 4′     |   |
| 42.               | Quinte        | 2 ⁄3′  |   |
| 43.               | Octave        | 2′     |   |
| 44.               | Terz          | 1 3⁄5′ |   |
| 45.               | Zimbel III    |        |   |
| 46.               | Oboe          | 8′     | J |
| 47.               | Trichterregal | 8′     |   |
|                   | Tremulant     |        |   |
|                   | Zimbelstern   |        |   |

| Pedal C–f1 |                 |     |   |
| 48.        | Untersatz       | 32′ | J |
| 49.        | Principal       | 16′ |   |
| 50.        | Subbass         | 16′ |   |
| 51.        | Octave          | 8′  |   |
| 52.        | Gedackt         | 8′  |   |
| 53.        | Octave          | 4′  |   |
| 54.        | Nachthorn       | 2′  |   |
| 55.        | Rauschpfeife II |     |   |
| 56.        | Mixtur VI–VIII  |     |   |
| 57.        | Zimbelbass III  |     |   |
| 58.        | Posaune         | 16′ |   |
| 59.        | Trompete        | 8′  |   |
| 60.        | Trompete        | 4′  |   |
| 61.        | Zink            | 2′  |   |

- Koppeln: I/II, III/II, IV/II, IV/III, I/P, II/P

J = nachträgliches Register von Janke (2000)

## Pastoren
- Joachim Mörlin, 1544 bis 1550
- Theodor Fabricius (1560–1597), 1590 bis 1597
- Theodor Berckelmann, 1630 bis 1647
- Berthold Heinrich Jani (1618–1675), 1657 bis 1675
- Heinrich Tolle (1629–1679), 1676 bis 1679
- Philipp Ludwig Böhmer, 1701 bis 1708
- Johann Daniel Bütemeister, 1709 bis 1721
- Christian Münden, 1716 bis 1727
- Heinrich Philipp Guden, 1722 bis 1734
- Georg Heinrich Ribow, 1736 bis 1759
- Johann Gottfried Wilhelm Wagemann (1742–1804), 1779 bis 1804
- Johann Philipp Trefurt, 1805 bis 1841
- Friedrich Gottfried Rettig, 1842 bis 1855
- Wilhelm Haenell (1814–1875), 1850 bis 1867
- Rudolf Rocholl, 1867 bis 1878
- Christian Brügmann (1840–1921), 1873 bis 1883
- Rudolf Steinmetz, 1878 bis 1882
- Friedrich Rettig (1848–1912), 1880 bis 1910
- Gerhard Ködderitz, 1910 bis 1951
- Wilhelm Lueder (1880–1952), 1928 bis 1947
- Egon Pallon (1894–1968), 1951 bis 1964
- Hans Wiesenfeldt (1899–1983), 1947 bis 1967
- Heinz-Günther Klatt (1910–2003), 1968 bis 1977
- Klaus Reichmuth (1924–2021), 1966 bis 1989
- Klaus Steinmetz (* 1937), 1986 bis 2001
- Rudolf Grote (* 1947), 1989 bis 2012
- Friedrich Selter (* 1964), 2009 bis 2021
- Gerhard Schridde (* 1959), 2013 bis 2023[9]
- Frank Uhlhorn, seit 2021
- Anna-Maria Klassen, seit 2023

## Kirchenmusiker
- Ludwig Doormann (1901–1992), Kirchenmusiker an St. Johannis 1929–1972

## Glocken
| Glocke | Gussjahr | Gießer                        | ∅ (cm)  | Gewicht (kg) | Nominal (16tel) | Anmerkung/ Besondere Verwendung                 |
| ------ | -------- | ----------------------------- | ------- | ------------ | --------------- | ----------------------------------------------- |
| 1      | 1828     | Andreas Lange, Hildesheim     | ca. 180 | ca. 3500     | b0              | Größte Kirchenglocke Göttingens, * / Beerdigung |
| 2      | 1616     | Thomas Simon, Francoy Breutel | 143     | ca. 1600     | d1              | * / Taufe                                       |
| 3      | 1958     | Rincker, Sinn                 | 118     | 981          | f1              |                                                 |

* 1942 auf den Glockenfriedhof in Hamburg abgeliefert, 1947 zurückgekehrt.